# Софія Арвідссон
Лена Софія Александра Арвідссон (швед. Lena Sofia Alexandra Arvidsson; нар. 16 лютого 1984, Гальмстад, Галланд, Швеція) — шведська тенісистка.
Софія розпочала грати в теніс у 8 років і стала професіональною тенісисткою у 1999. Станом на лютий 2013 вона виграла два турніри WTA: Regions Morgan Keegan Championships 2006 року та його наступник U.S. National Indoor Tennis Championships 2012 року. Вона представляла Швецію на Літніх Олімпійських іграх 2012, де поступилася в першому колі.

## Фінали турнірів WTA

### Одиночний розряд: 4 (2 титули, 2 поразки)
| Легенда                         |
| ------------------------------- |
| Турніри Великого шлему          |
| Турніри WTA Premier             |
| Турніри WTA Premier             |
| Турніри WTA International (2–2) |

| Фінали за покриттям |
| ------------------- |
| Тверде (2–2)        |
| Трава (0–0)         |
| Ґрунт (0–0)         |
| Килим (0–0)         |

| Результат | W-L | Дата     | Турнір                             | Категорія     | Покриття   | Опонент           | Рахунок       |
| --------- | --- | -------- | ---------------------------------- | ------------- | ---------- | ----------------- | ------------- |
| Поразка   | 0–1 | Лис 2005 | Tournoi de Québec, Канада          | Tier III      | Тверде (i) | Емі Фрейзер       | 1–6, 5–7      |
| Перемога  | 1–1 | Лют 2006 | U.S. National Indoor Championships | Tier III      | Тверде (i) | Марта Домаховська | 6–2, 2–6, 6–3 |
| Поразка   | 1–2 | Чер 2010 | U.S. Indoor Championships          | International | Тверде (i) | Марія Шарапова    | 2–6, 1–6      |
| Перемога  | 2–2 | Лют 2012 | U.S. Indoor Championships (2)      | International | Тверде (i) | Марина Еракович   | 6–3, 6–4      |

### Парний розряд: 3 (1 титул, 2 поразки)
| Легенда             |
| ------------------- |
| Grand Slam          |
| Premier M & 5       |
| Premier             |
| International (1–2) |

| Фінали за покриттям |
| ------------------- |
| Тверде (0–2)        |
| Трава (0–0)         |
| Ґрунт (0–0)         |
| Килим (1–0)         |

| Результат | W-L | Дата     | Турнір                             | Категорія     | Покриття   | Партнер        | Опоненти                              | Рахунок          |
| --------- | --- | -------- | ---------------------------------- | ------------- | ---------- | -------------- | ------------------------------------- | ---------------- |
| Перемога  | 1–0 | Вер 2010 | Tournoi de Québec, Канада          | International | Килим (i)  | Юганна Ларссон | Бетані Маттек-Сендс Барбора Стрицова  | 6–1, 2–6, [10–6] |
| Поразка   | 1–1 | Кві 2012 | Danish Open, Данія                 | International | Тверде (i) | Кая Канепі     | Дате Кіміко Фудзівара Ріка            | 2–6, 6–4, [5–10] |
| Поразка   | 1–2 | Лют 2013 | U.S. National Indoor Championships | International | Тверде (i) | Юханна Ларссон | Крістіна Младенович Галина Воскобоєва | 6–7(5–7), 3–6    |